# Halme pulverosa
Halme pulverosa là một loài bọ cánh cứng trong họ Cerambycidae.